# ナカさんのながれ
『ナカさんのながれ』は、basso（オノ・ナツメ）による日本のボーイズラブ漫画作品の短編集。
「ナカさんのながれ」、「くろぐろ」、「朝、夜、昼間」、「屋台タツ」の４つの物語が収録されている。
「ナカさんのながれ」の主人公ナカさんは、「くろぐろ」、「屋台タツ」でもカメオ出演している。

## 収録作品
ナカさんのながれ
| タイトル       | 初出                          | あらすじ |
| -------------- | ----------------------------- | -------- |
| 1 闘う男       | 『OPERA』vol.12（2008年10月） |          |
| 2 闘う男       | 『OPERA』vol.12（2008年10月） |          |
| 3 男の食彩     | 『OPERA』vol.15（2009年6月）  |          |
| 4 男の食彩     | 『OPERA』vol.15（2009年6月）  |          |
| 5 マリアージュ | 『OPERA』vol.16（2009年8月）  |          |
| 6 記念日       | 『OPERA』vol.18（2009年12月） |          |
| 7 カップル     | 『OPERA』vol.20（2010年4月）  |          |
| 8 思い出       | 『OPERA』vol.22（2010年8月）  |          |
| 9 甘々         | 『OPERA』vol.25（2011年2月）  |          |
くろぐろ
| タイトル | 初出                          | あらすじ |
| -------- | ----------------------------- | -------- |
| 1 黒     | 『OPERA』vol.7（2007年7月）   |          |
| 2 働く男 | 『OPERA』vol.15（2009年6月）  |          |
| 3 色     | 『OPERA』vol.19（2010年2月）  |          |
| 4 花     | 『OPERA』vol.23（2010年10月） |          |
| 5 花     | 『OPERA』vol.23（2010年10月） |          |
| 6 甘々   | 『OPERA』vol.25（2011年2月）  |          |
朝、夜、昼間
| タイトル | 初出                         | あらすじ |
| -------- | ---------------------------- | -------- |
| 働く男   | 『OPERA』vol.8（2007年10月） |          |
屋台のタツ。
| タイトル | 初出                          | あらすじ |
| -------- | ----------------------------- | -------- |
| 酔       | 『OPERA』vol.24（2010年12月） |          |

## 書誌情報
- basso 『ナカさんのながれ』 茜新社〈EDIG COMIX〉、全1巻
  1. 2012年4月10日発売 ISBN 978-4-86349-284-4